# Coface
Coface, Compagnie Française d'Assurance pour le Commerce Extérieur, es una aseguradora de crédito multinacional.
Coface cotiza en el mercado regulado de Euronext Paris, índice CAC Small. 
En 2024, el grupo cuenta con un equipo de 4.900 empleados en más 100 países que dan servicio a 50.000 clientes.
Fundada en 1946, Coface salió a la Bolsa de Valores de Euronext Paris en 2014. En sus evaluaciones de Riesgo País, Coface analiza y clasifica trimestralmente 192 países del mundo, basándose en su conocimiento del comportamiento de pago de las empresas y en la experiencia de sus analistas de riesgos.

## Historia
Coface se crea en 1946 como agencia de crédito a la exportación del Estado francés. 
Durante la década de 1990, Coface inicia su expansión internacional, que se va desarrollando progresivamente mediante la adquisición de empresas de seguro de crédito y la creación de nuevas subsidiarias o sucursales. Las adquisiciones externas incluyen La Viscontea (Italia) en 1992, London Bridge Finance (Reino Unido) en 1993, Allgemeine Kredit (Alemania) en 1996 y Osterreichische Kreditversicherung (Austria) en 1997, junto con la adquisición de la cartera de Continental en EE. UU. en 2002. El desarrollo internacional del Grupo también implica la creación de la red «Coface Partner» en 1992, que le permite firmar acuerdos de colaboración con grupos de seguros generales y bancarios, especialmente en los mercados emergentes.
La empresa se privatiza en 1994.
En 2002, Natixis se convierte en accionista mayoritario de Coface.
En 2006, el Grupo Coface se convierte en filial 100% de Natixis, banco de inversión, gestión de activos y servicios financieros de Grupo BPCE, uno de los principales bancos de Francia.
En 2014, Coface cotiza en la bolsa de valores de París (Euronext Paris, CAC Small). Es calificada AA- por Fitch Ratings y A2 por Moody's Investors Service, con perspectiva estable en ambos casos.
En 2016, transfiere las actividades de garantías estatales al banco público Bpifrance, poniendo así fin a sus actividades para el Estado francés.
En 2017, el Grupo ya cuenta con presencia directa o indirecta en 100 países.
En 2018, Coface anuncia la adquisición de PKZ, empresa de seguro de crédito en Eslovenia, y filial de SID Bank16.
El 25 de febrero de 2020, Natixis anuncia la firma de un acuerdo de asociación con Arch Capital Group, relativo a la venta del 29,5% del capital de Coface por 480 millones de euros. Ese mismo día, Coface anuncia el nuevo plan estratégico « Build to Lead » cuyo objetivo es fortalecer su gestión de los riesgos y mejorar la eficiencia comercial y operativa del grupo para 2023.
En julio de 2020, Coface finaliza la adquisición de GIEK Kredittforsikring AS con el objetivo de reforzar su posición en el mercado del norte de Europa. 

## Actividades
Coface es una aseguradora de crédito que opera a nivel mundial, ofreciendo a las empresas servicios contra el riesgo de impago de sus clientes, tanto en el mercado doméstico como en exportación. Como complemento al seguro de crédito, también ofrece servicios de recobro de deudas, factoring, información comercial y Bonding. 

## Coface en España
Coface, establecida en Madrid desde 1983 con el objetivo de analizar los riesgos en España, constituyó su sucursal en este país en el año 1995, para la comercialización del Seguro de Crédito.
La estructura de Coface en España se compone de dos entidades:
- Coface, Sucursal en España, que comercializa el seguro de crédito.
- Coface, Servicios España S.L.U., para la gestión de los servicios de credit management, como la información comercial y el recobro.